# Sfântul Eustațiu

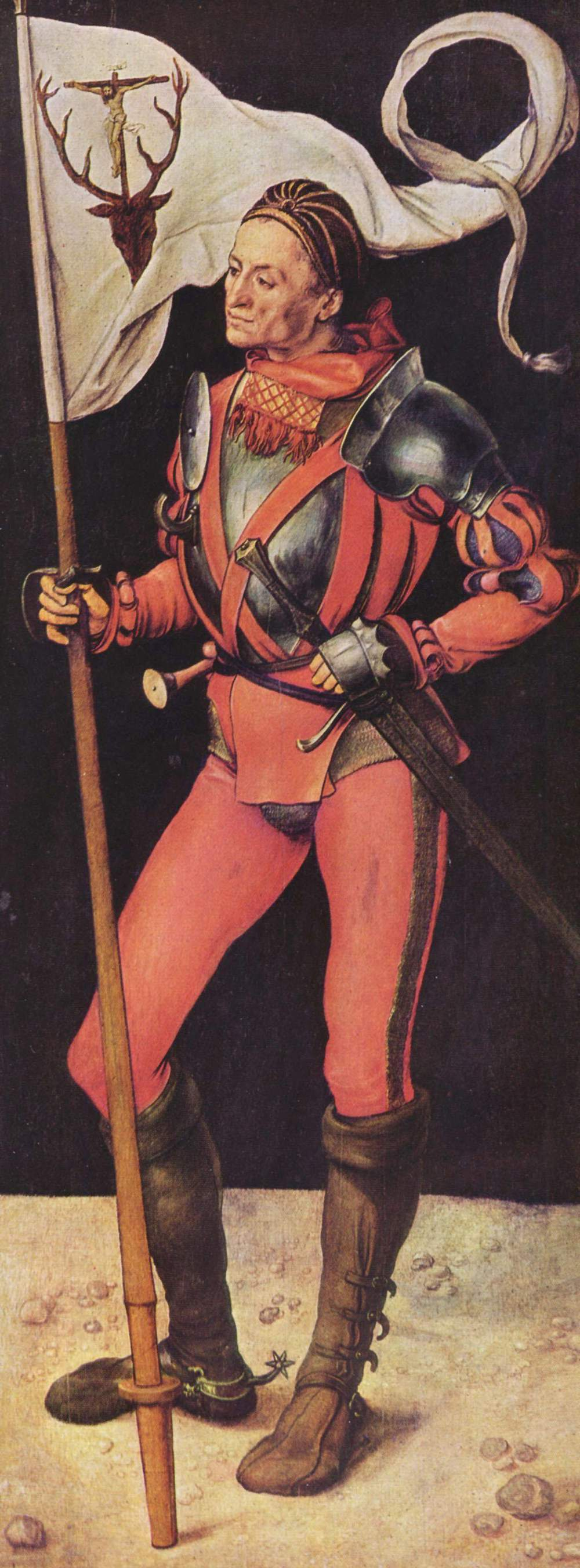
Lucas Paumgartner ca Sfântul Eustațiu, pictură pe lemn de Albrecht Dürer, cca. 1503, (Alte Pinakothek, München)

Eustațiu a trăit în timpul împăratului Traian și a fost martir la Roma, sub Hadrian, pe la anul 118 d.Hr. Inițial, a purtat numele de Placidus, iar după convertirea la creștinism a primit numele de Eustatius, în română Eustațiu, Eustație, Eustatie, Eustasie, care se traduce prin cuvântul « constant ».
A suferit martirajul sub Hadrian, împreună cu soția sa, Teopista și cei doi fii ai lor, Agapiu și Teopist. Sunt sărbătoriți la 20 septembrie, în fiecare an. Sfântul Eustasie este patron al orașului Madrid.

## Convertirea lui Eustațiu
Placidus era la vânătoare în pădure, unde a întâlnit un grup de cerbi, dintre care unul i-a părut mai mare decât ceilalți. S-a apropiat de cerb să-l vâneze și a văzut că cerbul purta între coarne un crucifix, iar o lumină strălucitoare îi ilumina coarnele. Placidus a auzit o voce care i-a spus: „Placidus, de ce mă prigonești? Vei suferi mult de dragul lui Hristos”. Dându-și seama că miracolul venea de la Dumnezeu, Placidus s-a convertit împreună cu soția sa și cei doi fii ai lor la creștinism, fiind botezați de episcopul Romei. De atunci, Placidus s-a numit Eustatius, în română Eustațiu / Eustatie / Eustasie. Convertit la creștinism, a fost persecutat, torturat și ucis, împreună cu soția sa Teopista și cu fiii lor Agapiu și Teopist.
Același miracol i-a fost mai târziu atribuit și Sfântului Hubert, devenit patron al vânătorii.

## Atribute
Sfântul Eustațiu este, ca și Sfântul Hubert, reprezentat alături de un cerb care poartă un crucifix între coarne. Totuși, cei doi sfinți se pot distinge: Eustațiu are o uniformă, uneori incompletă de soldat.
Uneori, este reprezentat însoțit de un taur de aramă înroșit în foc, amintind de martirajul său.

## Sărbătorire
Sărbătorirea Sfântului Eustațiu a început să se facă încă din Antichitate.
- Biserica Ortodoxă Română: Sfântul Mare Mucenic Eustatie, cu soția sa Teopisti și fiii lor: Agapie și Teopist, 20 septembrie;
- Biserica Romano-Catolică: Sfântul Eustahius, 20 septembrie;
- Biserica Română Unită cu Roma (greco-catolică): Sf. m. Eustațiu și Teopista cu fiii lor Agapiu și Teopist, 20 septembrie[4]

## Galerie de imagini

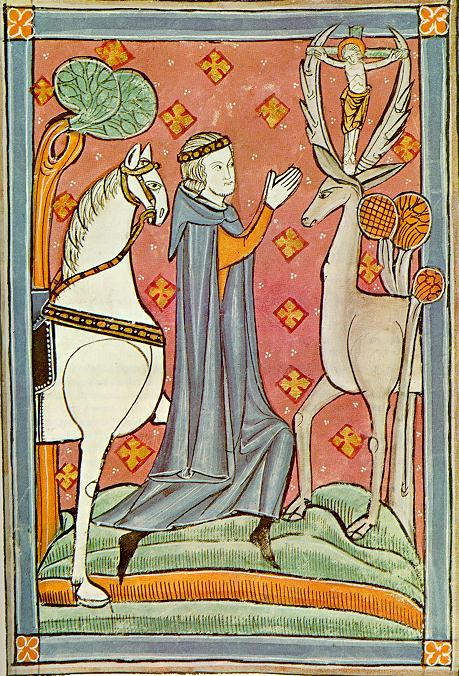
Viziunea Sfântului Eustaţiu, miniatură din secolul al XIII-lea
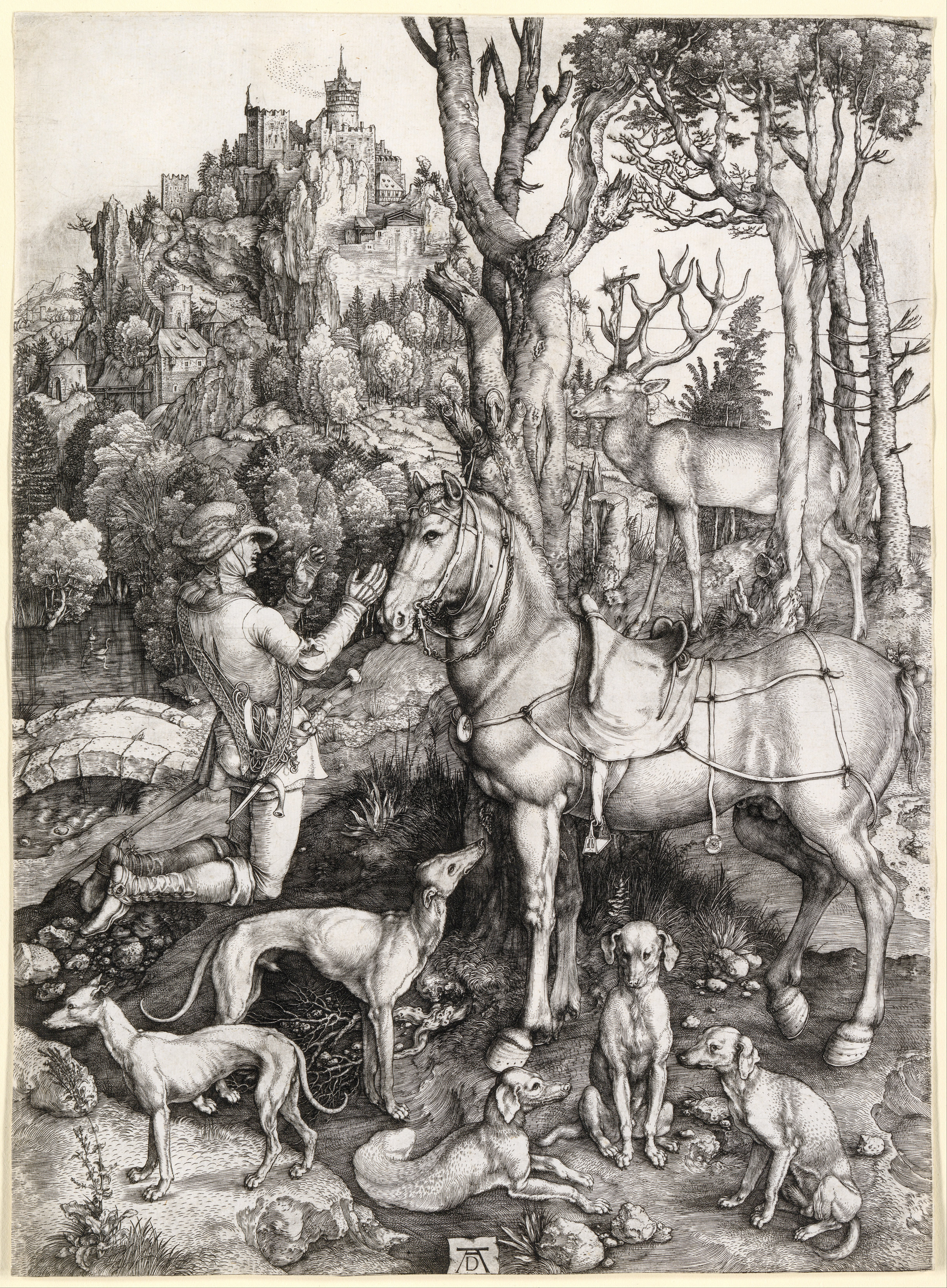
Viziunea Sfântului Eustaţiu, gravură de Albrecht Dürer
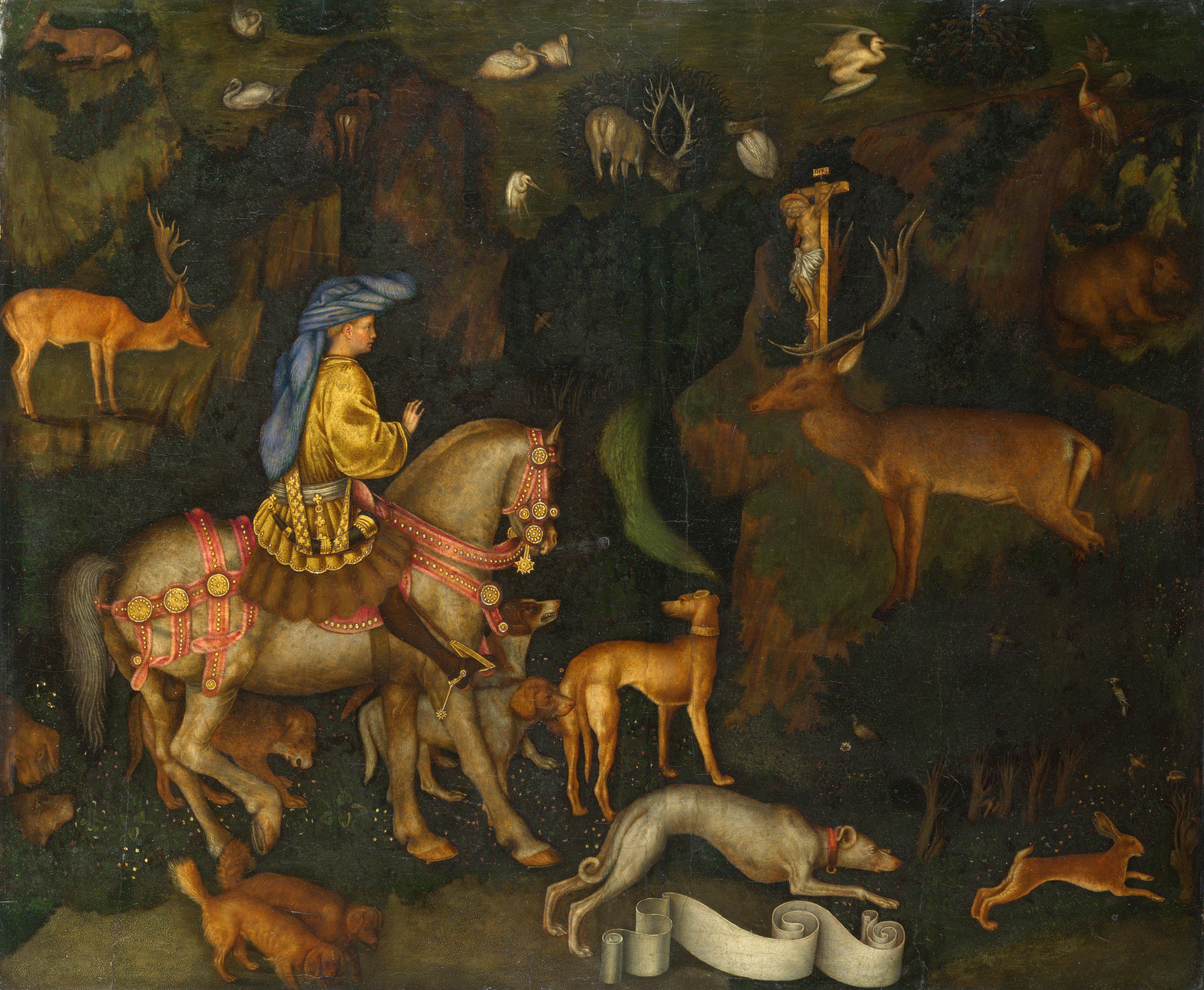
Viziunea Sfântului Eustaţiu, tempera pe lemn, pictură de Pisanello